# 国道462号

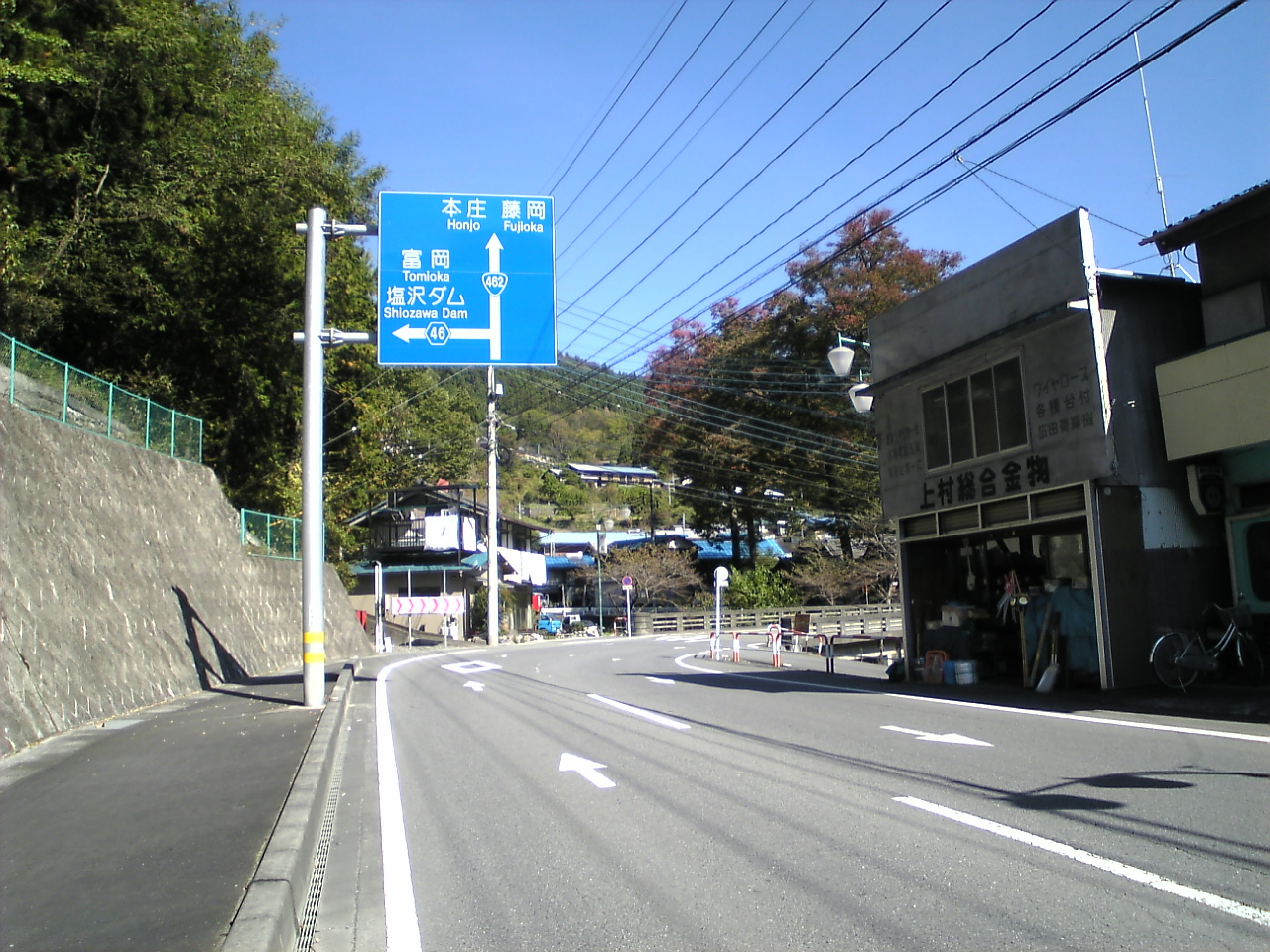
神流町役場付近（2009年10月）

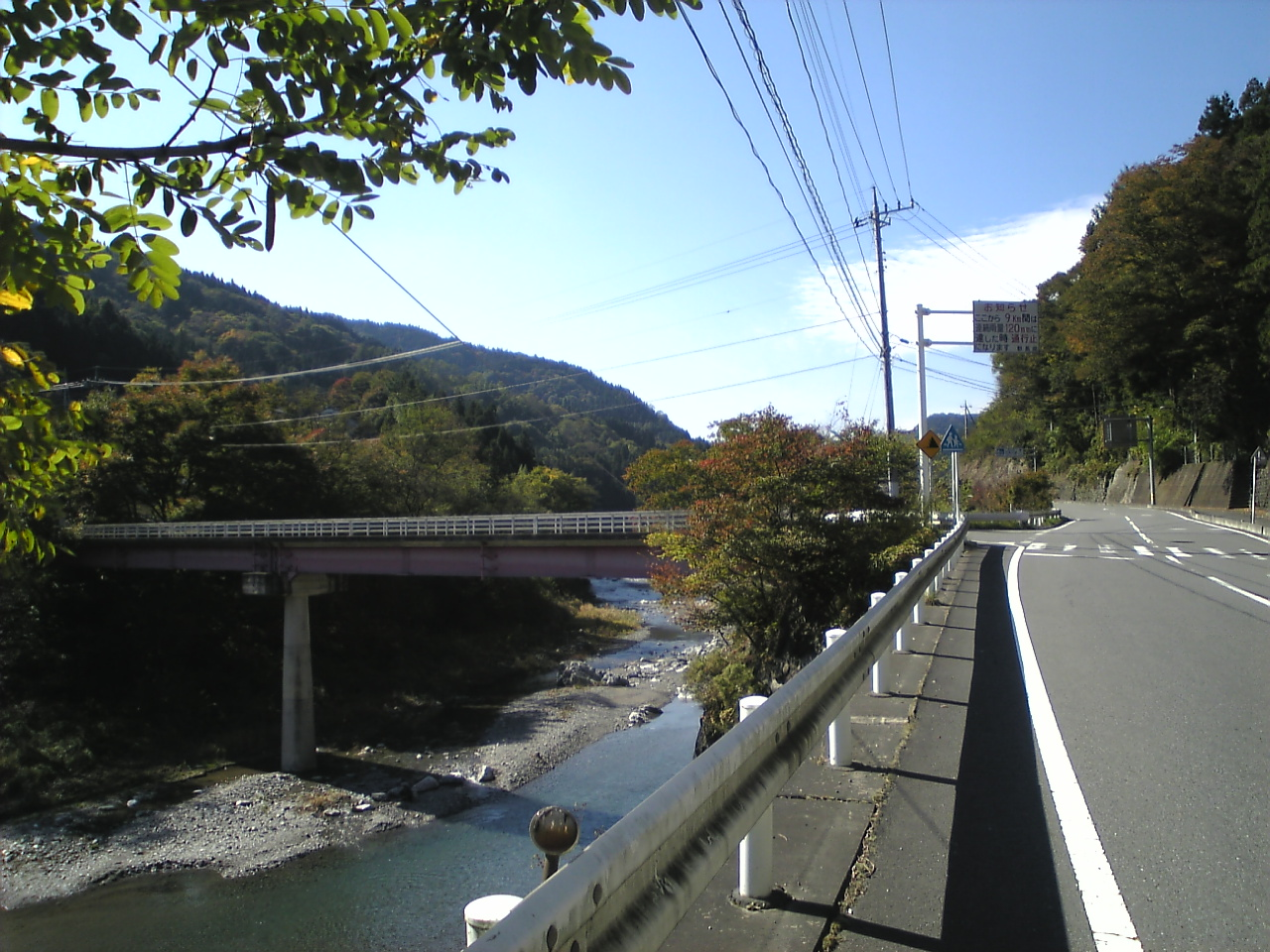
国道462号と神流川（2009年10月）

国道462号（こくどう462ごう）は、長野県佐久市から群馬県伊勢崎市に至る一般国道である。

## 概要

### 路線データ
一般国道の路線を指定する政令に基づく起終点および重要な経過地は次のとおり。
- 起点：佐久市（跡部交差点 = 国道141号上、国道142号・国道254号交点）
- 終点：伊勢崎市（赤城見大橋交差点[2] = 国道17号上武道路交点）
- 重要な経過地：長野県南佐久郡佐久町[注釈 2]、群馬県多野郡中里村[注釈 3]、埼玉県児玉郡児玉町[注釈 4]、本庄市
- 総延長 : 113.6 km（群馬県 67.7 km、埼玉県 16.9 km、長野県 28.9 km）重用延長を含む。[3][注釈 5]
- 重用延長 : 50.7 km（群馬県 21.7 km、埼玉県 0.1 km、長野県 28.9 km）[3][注釈 5]
- 未供用延長 : なし[3][注釈 5]
- 実延長 : 62.8 km（群馬県 46.0 km、埼玉県 16.9 km、長野県 - km）[3][注釈 5]
  - 現道 : 62.6 km（群馬県 45.7 km、埼玉県 16.9 km、長野県 - km）[3][注釈 5]
  - 旧道 : 0.3 km（群馬県 0.3 km、埼玉県 - km、長野県 - km）[3][注釈 5]
  - 新道 : なし[3][注釈 5]
- 指定区間：なし[4]

## 歴史
1993年（平成5年）に新設された一般国道で、前身である群馬県道鬼石中里線（多野郡鬼石町 - 中里村）・八斗島今泉線（伊勢崎市）を廃止・統合した一般国道の路線である。現段階では既存の道路をつなげ合わせたような感があるが、新道の建設も進められている。それに伴い群馬県伊勢崎市内と埼玉県本庄市内で経路変更が行われている。
伊勢崎市と本庄市の境界にある利根川を越える坂東大橋は、2004年（平成16年）3月6日、片側2車線の新坂東大橋が開通し、それまで慢性化していた橋付近の渋滞が緩和された。旧坂東大橋（1931年（昭和6年）6月15日開通）はその役割を終え、同年秋より約2年半かけて解体され、部材の一部が伊勢崎市側においてモニュメントとして保存されている。

### 年表
- 1993年（平成5年）4月1日 - 一般国道462号指定。

## 路線状況
起点以降、十石峠を越え群馬県多野郡神流町までは国道299号などとの重複区間であるが、群馬県多野郡上野村に入るまで国道462号はその標識すらないため、特に長野県においてはそこが国道462号であると認識するのは困難である。また、多野郡神流町から藤岡市に至る区間のほとんどは神流川および神流湖を沿うように通過している。曲線がきついところも多々あるが、神流町から藤岡市にかけての神流湖沿いは曲線の改良が一部区間ですすめられている。藤岡市（旧・鬼石町域東側）から本庄市を経て終点伊勢崎市までは関東平野の比較的平坦な道のりとなる。

### 通称
- 十石峠街道
  - 十石峠を越え神流川の流れに沿って延びる国道462号の別称。

### 重複区間
- 国道141号（長野県佐久市跡部・跡部交差点（起点） - 南佐久郡佐久穂町大字高野町・千曲病院入口交差点）
- 国道299号（長野県南佐久郡佐久穂町大字高野町・千曲病院入口交差点 - 群馬県多野郡神流町大字神ケ原）

### 道路施設

#### 橋梁
- 群馬県
  - 琴平山橋（藤岡市）
  - 鬼石橋（三波川、藤岡市）
  - 弥勒橋（藤岡市）
  - 宇塩橋（藤岡市）
  - 三日月橋（藤岡市）
  - 神流橋（神流川、藤岡市 - 埼玉県児玉郡神川町）
- 埼玉県
  - 行人橋（児玉郡神川町）
  - 赤根川橋（女堀川、本庄市）
  - 若泉公園橋（本庄市）
  - 泉橋（元小山川、本庄市）
  - 坂東大橋（利根川、本庄市 - 群馬県伊勢崎市）
- 群馬県
  - 中川橋（大川、伊勢崎市）
  - いせさき大橋（広瀬川、伊勢崎市）
  - 新粕川橋（粕川、伊勢崎市）

#### トンネル
- 群馬県
  - 砥根平トンネル：延長178 m、2018年（平成30年）竣工、多野郡上野村（国道299号重複区間内）
  - 楢原トンネル：延長220 m、1988年（昭和63年）竣工、多野郡上野村（国道299号重複区間内）
  - 乙父トンネル：延長168 m、多野郡上野村（国道299号重複区間内）
  - 父母トンネル：延長620 m、多野郡上野村（国道299号重複区間内）
  - 平原トンネル：延長140 m、年（[[]]年）竣工、多野郡神流町（国道299号重複区間内）
  - 魚屋トンネル：延長142 m、1987年（昭和62年）竣工、多野郡神流町
  - 高八木トンネル：延長454 m、1994年（平成6年）竣工、多野郡神流町
  - 露久保トンネル：延長54 m、年（年）竣工、藤岡市
  - 門ヶ谷トンネル：延長85 m、年（年）竣工、藤岡市
  - 神坂トンネル：延長414 m、年（年）竣工、藤岡市
  - 下久保トンネル：延長215 m、年（年）竣工、藤岡市

#### 道の駅
- 群馬県
  - 上野（多野郡上野村、国道299号重複区間内）
  - 万葉の里（多野郡神流町）
  - 上州おにし（藤岡市）

## 地理

### 通過する自治体
- 長野県
  - 佐久市 - 南佐久郡佐久穂町
- 群馬県
  - 多野郡上野村 - 多野郡神流町 - 藤岡市
- 埼玉県
  - 児玉郡神川町 - 本庄市
- 群馬県
  - 伊勢崎市

### 交差する道路
| 交差する道路                                                                       | 都道府県名 | 市町村名 | 市町村名 | 交差する場所 | 交差する場所            |
| ---------------------------------------------------------------------------------- | ---------- | -------- | -------- | ------------ | ----------------------- |
| 国道141号 重複区間起点 国道142号 国道254号                                         | 長野県     | 佐久市   | 佐久市   | 跡部         | 跡部交差点 / 起点       |
| 長野県道145号相浜本町線                                                            | 長野県     | 佐久市   | 佐久市   | 野沢         | 野沢西交差点            |
| 長野県道150号百沢臼田線                                                            | 長野県     | 佐久市   | 佐久市   | 臼田         | 美里南交差点            |
| 長野県道121号上小田切臼田停車場線 重複区間起点                                     | 長野県     | 佐久市   | 佐久市   | 下小田切     | 下小田切交差点          |
| 群馬県道・長野県道93号下仁田臼田線                                                 | 長野県     | 佐久市   | 佐久市   | 臼田         | 城山北交差点            |
| 長野県道121号上小田切臼田停車場線 重複区間終点                                     | 長野県     | 佐久市   | 佐久市   | 下小田切     | 城山交差点              |
| 長野県道437号大張北岩水線                                                          | 長野県     | 南佐久郡 | 佐久穂町 | 大字高野町   | 高野町交差点            |
| 国道141号 重複区間終点 国道299号 重複区間起点                                      | 長野県     | 南佐久郡 | 佐久穂町 | 大字高野町   | 千曲病院入口交差点      |
| 長野県道2号川上佐久線 重複区間起点                                                 | 長野県     | 南佐久郡 | 佐久穂町 | 大字海瀬     | 四ツ谷交差点            |
| 長野県道2号川上佐久線 重複区間終点                                                 | 長野県     | 南佐久郡 | 佐久穂町 | 大字海瀬     | 畑ヶ中交差点            |
| 群馬県道・長野県道108号下仁田佐久穂線                                              | 長野県     | 南佐久郡 | 佐久穂町 | 大字海瀬     | 余地入口交差点          |
| 群馬県道45号下仁田上野線                                                           | 群馬県     | 多野郡   | 上野村   | 大字楢原     |                         |
| 群馬県道・長野県道124号上野小海線                                                  | 群馬県     | 多野郡   | 上野村   | 大字楢原     |                         |
| 国道299号 重複区間終点                                                             | 群馬県     | 多野郡   | 神流町   | 大字神ケ原   |                         |
| 群馬県道172号小平下仁田線                                                          | 群馬県     | 多野郡   | 神流町   | 大字小平     |                         |
| 群馬県道46号富岡神流線                                                             | 群馬県     | 多野郡   | 神流町   | 大字万場     |                         |
| 群馬県道・埼玉県道71号高崎神流秩父線 重複区間起点                                  | 群馬県     | 多野郡   | 神流町   | 大字万場     |                         |
| 群馬県道・埼玉県道71号高崎神流秩父線 重複区間終点                                  | 群馬県     | 多野郡   | 神流町   | 大字生利     |                         |
| 埼玉県道・群馬県道331号吉田太田部譲原線                                            | 群馬県     | 藤岡市   | 藤岡市   | 坂原         |                         |
| 埼玉県道・群馬県道331号吉田太田部譲原線                                            | 群馬県     | 藤岡市   | 藤岡市   | 譲原         |                         |
| 群馬県道177号会場鬼石線                                                            | 群馬県     | 藤岡市   | 藤岡市   | 鬼石         | 三杉町交差点            |
| 群馬県道・埼玉県道13号前橋長瀞線 重複区間起点                                      | 群馬県     | 藤岡市   | 藤岡市   | 鬼石         | 諏訪交差点              |
| 群馬県道・埼玉県道13号前橋長瀞線 重複区間終点                                      | 群馬県     | 藤岡市   | 藤岡市   | 浄法寺       | 浄法寺交差点            |
| 埼玉県道・群馬県道22号上里鬼石線                                                   | 埼玉県     | 児玉郡   | 神川町   | 大字新宿     | 新宿交差点              |
| 埼玉県道44号秩父児玉線                                                             | 埼玉県     | 本庄市   | 本庄市   | 児玉町金屋   | 金屋保育所前交差点      |
| 埼玉県道287号長瀞児玉線                                                            | 埼玉県     | 本庄市   | 本庄市   | 児玉町児玉   | 児玉総合支所入口交差点  |
| 埼玉県道175号小前田児玉線                                                          | 埼玉県     | 本庄市   | 本庄市   | 児玉町児玉   | 仲町交差点              |
| 埼玉県道191号児玉停車場線                                                          | 埼玉県     | 本庄市   | 本庄市   | 児玉町児玉   | 児玉駅入口交差点        |
| 埼玉県道44号秩父児玉線                                                             | 埼玉県     | 本庄市   | 本庄市   | 児玉町八幡山 | 長浜町交差点            |
| 国道254号                                                                          | 埼玉県     | 本庄市   | 本庄市   | 児玉町吉田林 | 吉田林交差点            |
| 埼玉県道352号児玉町蛭川普済寺線                                                    | 埼玉県     | 本庄市   | 本庄市   | 児玉町蛭川   | 蛭川交差点              |
| E17 関越自動車道                                                                   | 埼玉県     | 本庄市   | 本庄市   | 四方田       | 8 本庄児玉IC            |
| 埼玉県道86号花園本庄線                                                             | 埼玉県     | 本庄市   | 本庄市   | 西富田       | 本庄早稲田駅入口交差点  |
| 群馬県道・埼玉県道23号藤岡本庄線                                                   | 埼玉県     | 本庄市   | 本庄市   | 西富田       | 西富田（南）交差点      |
| 埼玉県道392号勅使河原本庄線                                                        | 埼玉県     | 本庄市   | 本庄市   | 千代田3丁目  | 千代田3丁目交差点       |
| 国道17号 群馬県道・埼玉県道18号伊勢崎本庄線 重複区間起点                           | 埼玉県     | 本庄市   | 本庄市   | 若泉2丁目    | 若泉2丁目交差点         |
| 埼玉県道351号沼和田杉山線                                                          | 埼玉県     | 本庄市   | 本庄市   | 沼和田       | 沼和田南交差点          |
| 群馬県道296号八斗島境線                                                            | 群馬県     | 伊勢崎市 | 伊勢崎市 | 八斗島町     | 坂東大橋北交差点        |
| 群馬県道・埼玉県道18号伊勢崎本庄線 重複区間終点                                    | 群馬県     | 伊勢崎市 | 伊勢崎市 | 八斗島町     | 八斗島町交差点          |
| 群馬県道142号綿貫篠塚線                                                            | 群馬県     | 伊勢崎市 | 伊勢崎市 | 除ケ町       | 除ヶ町交差点            |
| 国道354号                                                                          | 群馬県     | 伊勢崎市 | 伊勢崎市 | ひろせ町     | ひろせ町交差点          |
| 群馬県道・埼玉県道14号伊勢崎深谷線 重複区間起点 群馬県道・埼玉県道18号伊勢崎本庄線 | 群馬県     | 伊勢崎市 | 伊勢崎市 | 今泉町2丁目  | 市役所東交差点          |
| 群馬県道・埼玉県道14号伊勢崎深谷線 重複区間終点                                    | 群馬県     | 伊勢崎市 | 伊勢崎市 | 今泉町1丁目  | 今泉一丁目交差点        |
| 群馬県道2号前橋館林線                                                              | 群馬県     | 伊勢崎市 | 伊勢崎市 | 東本町       | 東本町交差点            |
| 栃木県道・群馬県道39号足利伊勢崎線                                                 | 群馬県     | 伊勢崎市 | 伊勢崎市 | 宮前町       | 宮前町交差点            |
| 群馬県道68号桐生伊勢崎線                                                           | 群馬県     | 伊勢崎市 | 伊勢崎市 | 宮前町       | 文化会館西交差点        |
| 群馬県道73号伊勢崎大間々線                                                         | 群馬県     | 伊勢崎市 | 伊勢崎市 | 鹿島町       | 鹿島町南交差点          |
| 国道17号 / 上武道路                                                                | 群馬県     | 伊勢崎市 | 伊勢崎市 | 三和町       | 赤城見大橋交差点 / 終点 |

### 交差する鉄道
- 小海線
- 八高線
- 上越新幹線
- 高崎線
- 東武伊勢崎線
- 両毛線

## ギャラリー

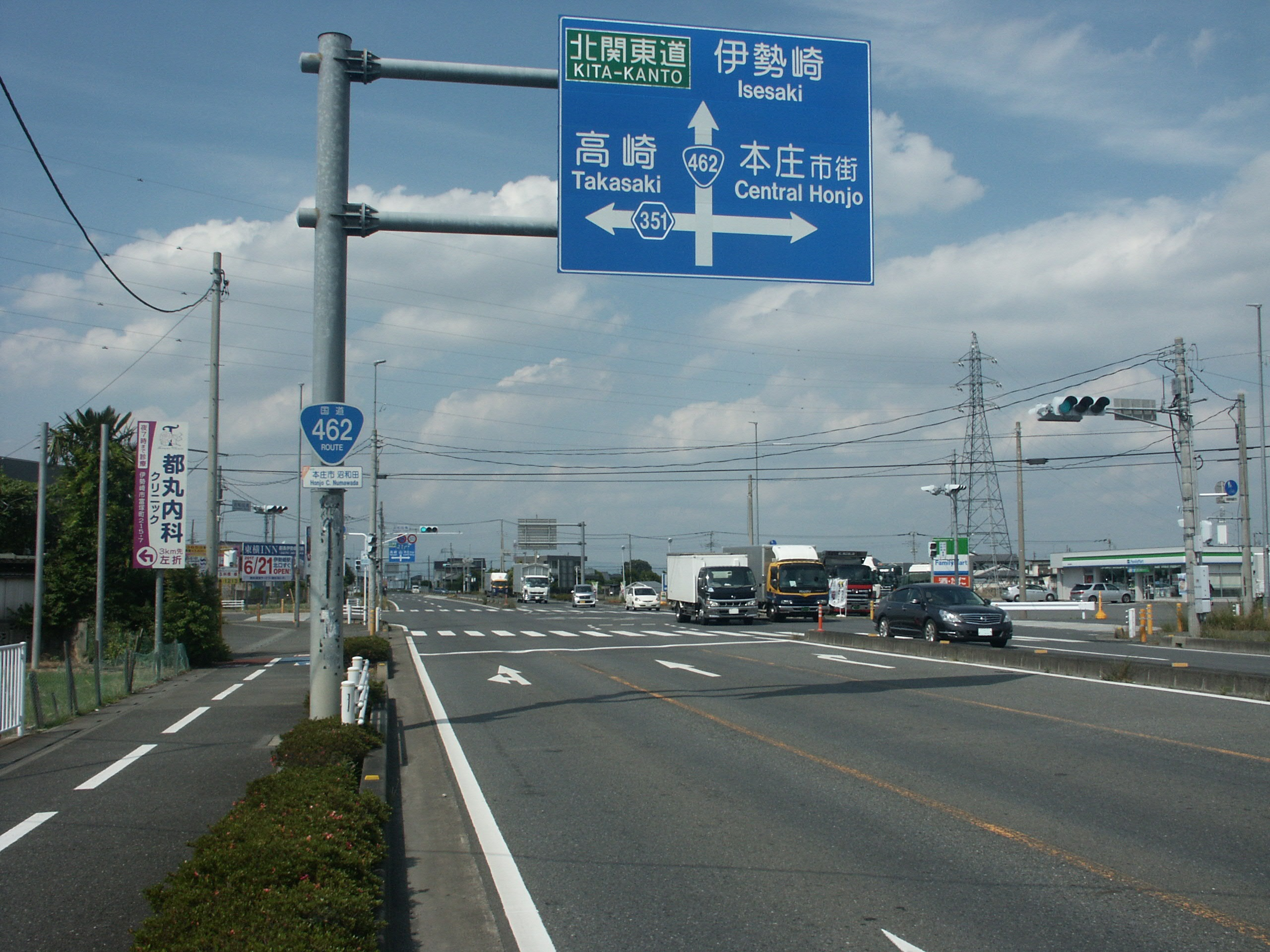
埼玉県本庄市沼和田付近
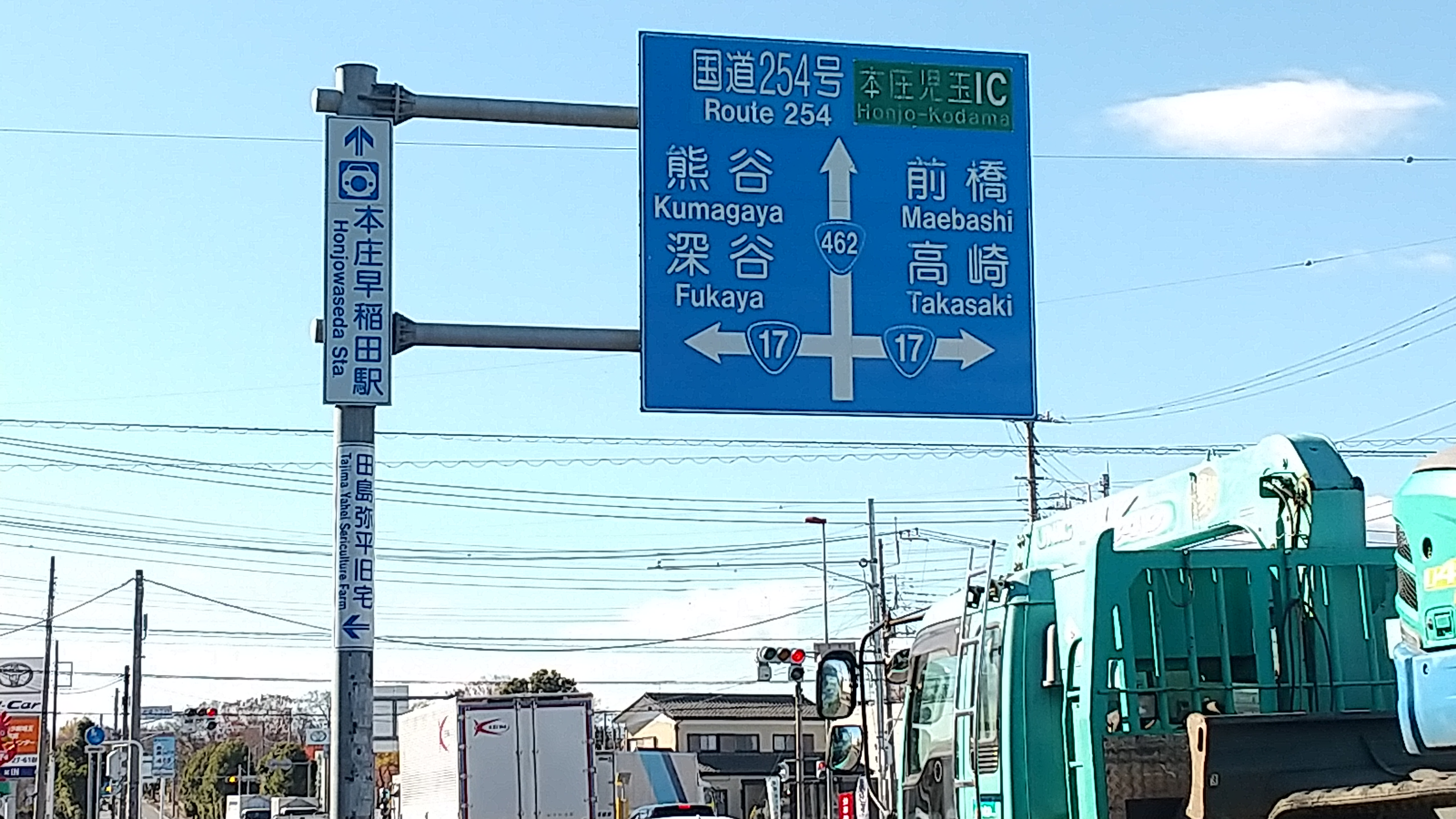
埼玉県本庄市若泉付近 国道17号との交差
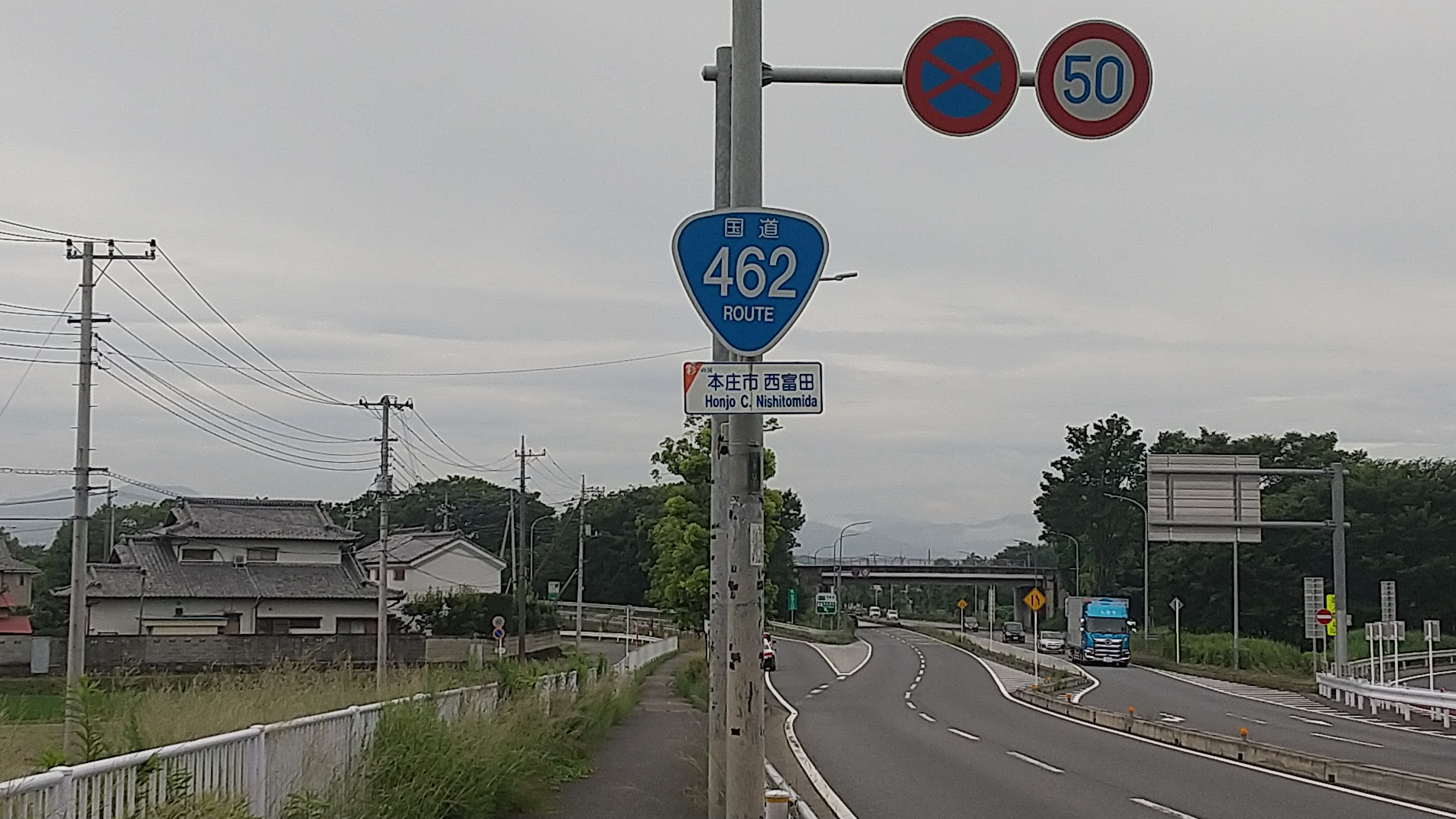
埼玉県本庄市西富田付近